# La Figuera

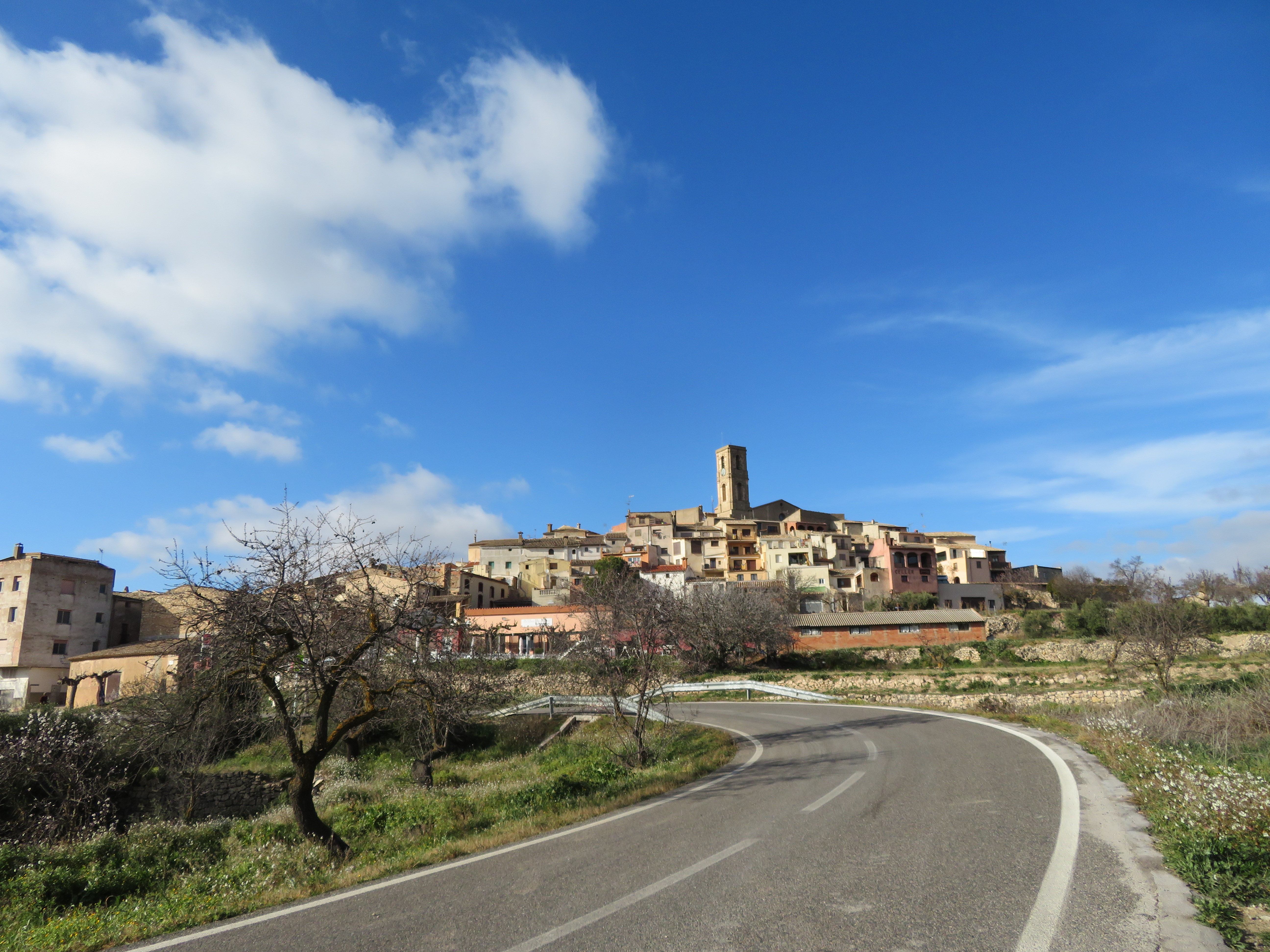
Municipio de La Figuera

La Figuera es un municipio de Cataluña, España. Pertenece a la provincia de Tarragona, en la comarca de El Priorato. La extensión del término es de 18.75 km², y predomina el cultivo de la viña y del olivo.

## Geografía
La Figuera es un municipio de la comarca de El Priorato a una altitud de 575 metros, que le permiten disfrutar de una privilegiada vista sobre la comarca desde el Balcón del Priorato, o collado de en Solans, y desde la Punta del Guixar, también denominada Escambellet. Además, desde la ermita de San Pablo se alcanza a ver tierras de siete provincias.
El término municipal está en el centro del extremo occidental de la comarca. Limita al norte con Cabacés, al nordeste con Vilella Baja, al este y al sudeste con Lloá, y al sur y suroeste con el Molar, todos ellos de la misma comarca de El Priorato. El límite de poniente, es con Torre del Español, de la vecina comarca de la Ribera de Ebro.
El pueblo de La Figuera —a veces denominado la Figuera de Falset— es al extremo norte del término, el cual, como la mayor parte de los de la comarca, es orográficamente muy accidentado. En efecto: el término es un conjunto de valles separados por sierras, abiertas por todo de barrancos, que se van juntando para ir a formar, la mayoría, el barranco de Reguera de Bas, que se aboca al Ebro justo al norte de García, ya en la Ribera de Ebro.
El casco urbano del pueblo es al norte del término municipal, y está situado arriba de una sierra, a 578 m, que une la sierra de Sant Pau (San Pablo), a ponente, culminada por el cerro de Sant Pau, de 628 m, con la sierra de Llangossets, a levante, que tiene el Guixar, de 636 m, como punto más elevado.
Al norte del pueblo queda un pequeño fragmento del término, constituido por el valle del barranco del Engollidor, afluente del río de Montsant, enmarcada a poniente por la Peña Roja, de 458 m, y el cerro de los Plans y los Roquerols, a levante. El norte del límite, sinuoso, está formado por el mismo río Montsant, hasta la cola del pantano de Vilella Baja. Los alrededores de la Peña Roja están incluidos en el parque natural del Montsant.

## Historia
El lugar ya se hallaba habitado en la prehistoria. En la masía de Soler se ha encontrado un yacimiento de sílex. Cerca del mismo lugar hay los restos de una antigua torre de vigilancia llamada de los Moros.
Ya existía en tiempos de la ocupación sarracena, hallándose incorporado en el Taifa de Tortosa y en el valiato de Siurana. Durante la reconquista cristiana y su posterior repoblación formó parte del término de la baronía de Cabacés. El obispo de Tortosa concedió el acta o carta de población en 1182 en la que se le daba el nombre de Gibaldaber. El pueblo fue amurallado y fortificado; se adivina todavía algún resto de la muralla, y la memoria popular conserva la situación de los varios portales; también los nombres de las calles lo testimonian: la calle del Portalet, calle de la Muralla y el Castillo.
Integrado en la baronía de Cabacés, los condes de Prades tuvieron también derechos señoriales sobre el lugar.

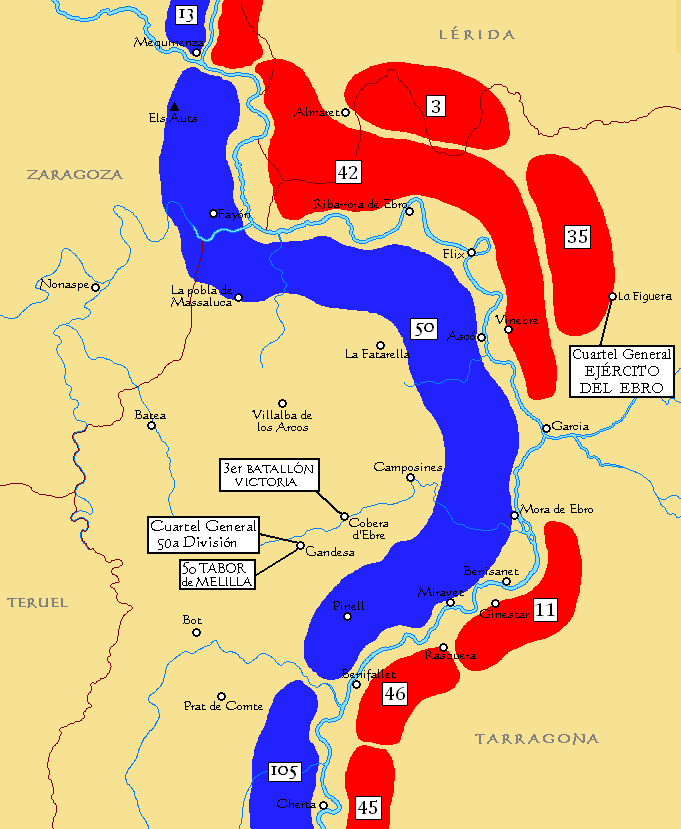
batalla del Ebro. Distribución previa de las fuerzas y ubicación del Cuartel General republicano en la mola de Sant Pau - La Figuera

La Figuera y la batalla del Ebro. El puesto de mando del Ejército de la República.
Conocido como el observatorio de la batalla del Ebro se encuentra en el término municipal de La Figuera, una parte de sus edificaciones son todavía visitables. Tras el derrumbe del frente aragonés en marzo de 1938, el General Rojo, jefe del Estado Mayor del Ejército Republicano, ideó un plan para atacar a las fuerzas franquistas enemigas por su flanco más débil, el de la ribera catalana del río Ebro, y avanzar hacia las poblaciones aragonesas de Caspe y Alcañiz, y así atacar por la retaguardia el avance de las tropas de Franco que amenazaban Valencia. Designó al teniente coronel Modesto, como jefe del ejército republicano del Ebro. El primer puesto de mando republicano se situo en Scaladei, aunque luego lo trasladaría a la población de La Figuera, que era más idóneo para controlar el frente del Ebro y dirigir el ataque. En la Figuera, se situó primero dentro del pueblo, concretamente en la calle de la Font, n.º 5. Posteriormente, se instaló en las afueras del pueblo, al oeste de la ermita de Sant Pau (a unos 800 metros), conocido también como la Mola. Este fue el puesto de mando y observatorio del ejército republicano durante las primeras operaciones de la batalla del Ebro. Desde esta privilegiada situación se puede divisar hasta 40 kilómetros de río Ebro, así como diversas sierras montañosas como las de Cavall y Pandols que se harán famosas durante la refriega,y se hallan distantes unos 9 kilómetros del río. Este lugar fue fortificado en mayo de 1938 (dos meses antes de la ofensiva del ejército republicano), por un batallón de obras y fortificaciones bajo el mando de un capitán alemán afecto a la causa republicana. En este puesto de observación estuvo Juan Guilloto León, conocido popularmente como General Juan Modesto, y los asesores soviéticos Soroka y Lazarev. Este búnker de mando consistía en una trinchera de cemento cubierta por una espesa capa de hormigón, así como vigas de hierro, y todo recubierto de tierra y follaje, ya desaparecido, pero que conserva su esplendor.
Desde esta trinchera reforzada, los soldados, que observaban con prismáticos desde las aspilleras, bien escondidos bajo un buen grueso de ramas y matorrales, no dispararon un solo tiro. El observatorio estaba tan bien camuflado que nunca ningún avión los descubrió, y que incluso cuando las tropas franquistas en su ofensiva final contra Cataluña pasaron por el lugar en su marcha hacia Tarragona y Barcelona, nadie se dio cuenta de su existencia. La trinchera está muy bien conservada, y todavía es accesible por dos escaleras. Si no fuera porque, años más tarde de acabada la guerra, las autoridades del pueblo hicieron desmontar y vender las vigas de hierro de tren que tapaban el observatorio, la fortificación sería todavía completa.

## Geografía humana

### Demografía
Cuenta con una población de 122 habitantes (INE 2024).
| Gráfica de evolución demográfica de La Figuera entre 1842 y 2021 |
| |
| Población de derecho según los censos de población del INE Población de hecho según los censos de población del INEEntre el censo de 1857 y el anterior, disminuye el término del municipio porque independiza a 43072 (Lloá) |

La Figuera tenía 12 hogares en 1378, 27 en 1515 y 24 de laicos y uno de cura en 1553. En 1787, es cuando La Figuera consta ya como parroquia. En 1830 tenía 379 h y 706 h en 1857. Logró su máxima demográfica en 1887 con 884 h. A continuación, la acción de la plaga de la filoxera arruinó las viñas y los campos yprovocó una continuada bajada demográfica que todavía subsiste. La población se estancó alrededor de los 500 h durante las cuatro primeras décadas del siglo XX, y no fue hasta la década de 1940 que la bajada se hizo más significativa (425 h en 1940 y 371 h en 1950, 349 h en 1960, 270 h en 1970 y 146 h en 1980). A partir de esa fecha, la tendencia decreciente de esta solo se paró iniciado el siglo XXI (135 h en 1991, 124 h en 2001 y 128 h en 2012).

### Transporte
El pueblo de La Figuera es el único núcleo de población del municipio. Una carretera procedente del Masroig y del Molar (que sale de la N-420 de Tarragona a Gandesa y Alcañiz) llega a la Figuera y continúa en dirección norte bifurcándose después en dirección a Cabacés y en Torre del Español.

### Economía
Actividad económica
La población es agrícola. La base económica del pueblo es la agricultura de secano. Los principales productos que se cultivan son el vino y el aceite. La Cooperativa fue fundada como Sindicato Agrícola, en 1932, encargada de producir y comercializar vino y aceite.
Viñas. Por sus condiciones climáticas, las plantaciones de cepos son casi en la totalidad del término, de la variedad garnacha, que da unos vinos de calidad exquisita, suaves y de gusto característico. Los vinos son de denominación Montsant. El embotellado se comercializa bajo el nombre de Aubacs y Solans.
El aceite es de denominación de origen Siurana.
Turismo
Por su situación privilegiada y su clima, la Figuera, se ha convertido en un lugar ideal para veraneo y segunda residencia. Esto hace que los veranos y fines de semana el pueblo recupere el movimiento y vitalidad que había perdido años atrás.

## Cultura
La iglesia parroquial está dedicada a san Martín. Se trata de un edificio de dimensiones considerables construido en el siglo XVIII sobre la antigua estructura defensiva. Es de tres naves y tiene coro y un campanario adosado. En el cimborrio se pueden ver las figuras de los cuatro evangelistas. Los altares originales fueron quemados al inicio de la guerra civil española.
En el museo municipal se conserva un libro que contiene los usos y costumbres locales. El Llibre de les ordinacions de la vila de la Figuera fue escrito entre 1310 y 1734.
Cerca del pueblo se encuentra la ermita de San Pablo, incendiada en 1936. En su interior se venera una imagen de la Virgen de la Mola.

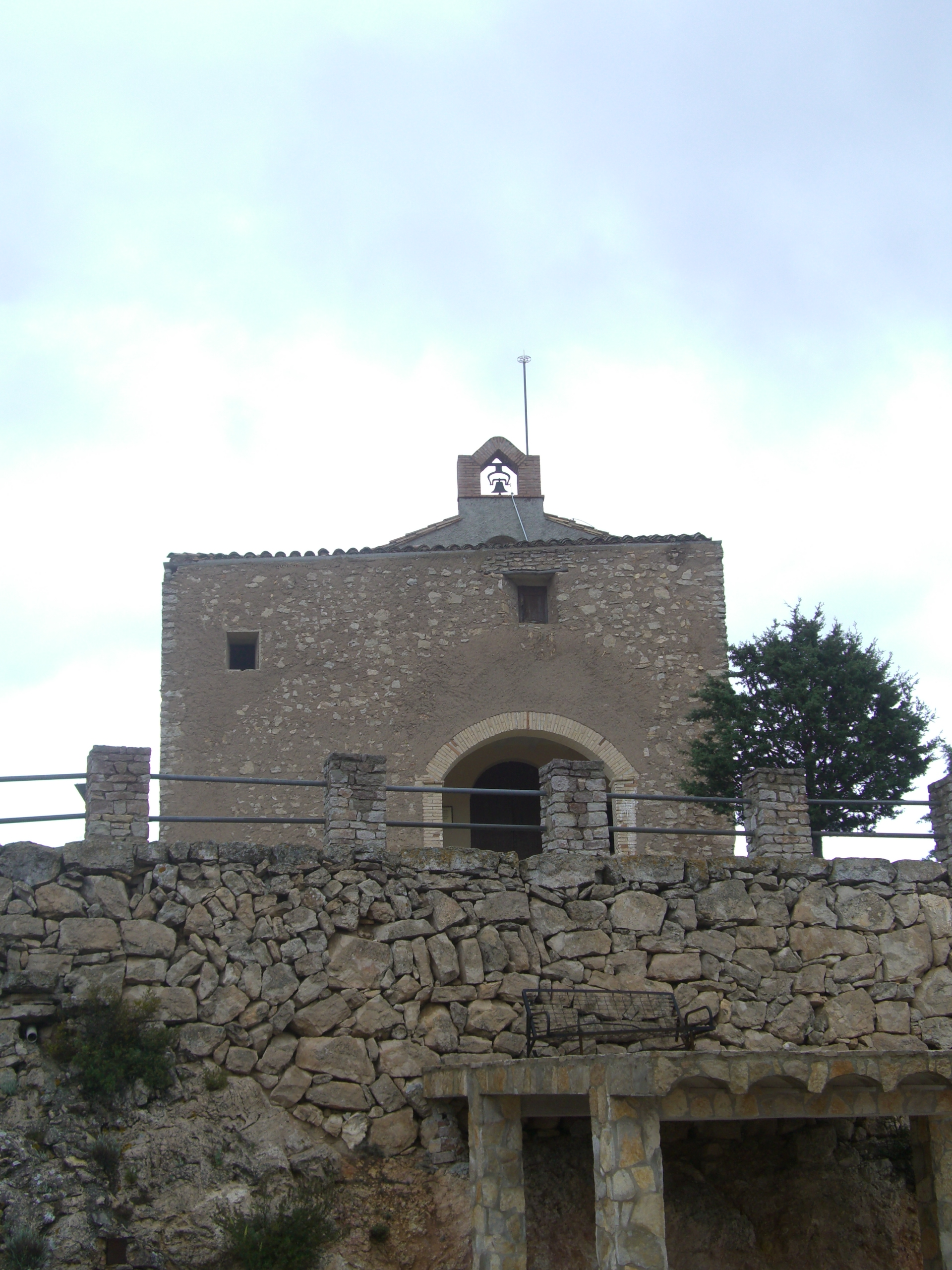
Vista de la ermita de San Pablo en La Figuera

### Gastronomía
La gastronomía típica consta de vinos de la DO Montsant, aceite, potaje, trozos de carne asada en la cazuela con patata, “orelletes”, “crestes” (pasta de patatas rellena de asado de carnes), mostillo (mosto de vino, cilantro, piel de naranja y harina) y membrillo.

### Fiestas
La Figuera celebra su fiesta mayor el 15 de mayo, festividad de San Isidro. El día 15 de enero, por San Pablo, se celebra una misa en la ermita. También es fiesta por San Isidro Labrador, el 15 de mayo, y por San Martín, el 11 de noviembre.
El segundo fin de semana de agosto tiene lugar un Encuentro de Sardanas y una gran fiesta de convivencia a la ermita.

### La jota de la Figuera
Contrariamente a lo que muchas personas pueden pensar, la sardana no es el baile o la danza típica de estas comarcas, sino que es importada de la Cataluña Vieja. El baile o danza típica es la jota. Y concretamente La Figuera tiene su propia jota: La jota de la Figuera.

## Servicios
En el municipio hay local recreativo, polideportivo, sala polivalente, escuela, piscina, restaurantes, cooperativa agrícola y zona de acampada en la ermita de Sant Pau, agrotienda, casa de colonias, refugio del Centro Excursionista de Tarragona, bodega y tienda de gastronomía.